# حالة العمل
تمثل حالة العمل التفكير المنطقي عند البدء في تنفيذ مشروع أو مهمة. وغالبًا ما يتم تقديمها في صورة وثيقة مكتوبة بشكل جيد، ولكن قد تُقدم في أغلب الأحيان في شكل مناقشة شفهية قصيرة أو عرض تقديمي. إن المنطق الخاص بحالة العمل هو أنه حالما يتم استهلاك الموارد مثل الأموال أو المجهود، فيجب أن يكون استهلاكهم بغرض دعم حاجة عمل محددة. على سبيل المثال، قد تؤدي ترقية البرنامج إلى تحسين أداء النظام، ولكن «حالة العمل» تفيد بأن الأداء الأفضل الذي سيقوم بزيادة رضا العميل يتطلب وقتًا أقل في معالجة المهمة أو يقلل من تكاليف صيانة النظام. وبذلك تقوم حالة العمل الوافية بتمثيل كل من الخصائص القابلة للقياس وغير القابلة للقياس الخاصة بمشروع مُقترح بشكل كافٍ.
يمكن أن تكون حالات العمل عبارة عن مجموعة من الوثائق الشاملة والمنظمة بشكل كبير، حسب ما تتطلبه المنهجيات الرسمية لإدارة المشروعات، أو غير الرسمية والمختصرة. وقد تشتمل المعلومات الواردة في حالة العمل الرسمية على المعلومات الأساسية عن المشروع، والفوائد التجارية المتوقعة، والخيارات المتاحة (مع ذكر أسباب الرفض أو تنفيذ أي خيار)، والتكاليف المتوقعة للمشروع، وتحليل الفجوة، والمخاطر المتوقعة. كما يجب مراعاة خيار عدم فعل أي شيء، بما في ذلك التكاليف والمخاطر لعدم النشاط. من هذه المعلومات، يمكن استخلاص المبرر للبدء في المشروع. مع ملاحظة أن مدير المشروعات ليس مسئولاً عن كتابة حالة العمل، فإن هذه المهمة عادةً ما تكون من مسؤولية أصحاب الشأن والرعاة.

## أسباب كتابة حالة العمل
تتم كتابة حالات العمل لمساعدة صانعي القرار في ضمان أن:
- المبادرة المقترحة ستكون لها القيمة والأولوية النسبية مقارنة مع المبادرات البديلة
- الشركة قادرة على تحقيق الفوائد
- الموارد المخصصة للشركة تعمل على الفرص البديلة ذات القيمة الأعلى
- المشروعات ذات الاعتمادات المتبادلة يتم تنفيذها بالتسلسل الأمثل
- أداء المبادرات تتم مراقبته بشكل موضوعي حسب الأهداف والفوائد المتوقعة المبينة في حالة العمل

## عملية الإعداد والاعتماد
يجب أن يتم تصميم عملية كتابة حالة العمل لتصبح:
- قابلة للتعديل - مصممة خصيصًا حسب حجم ومخاطر العرض
- متسقة - تتم معالجة نفس شؤون الأعمال الأساسية في كل مشروع
- موجهة للأعمال - مختصة بإمكانات وتأثير العمل، وليس التركيز على الناحية الفنية
- شاملة - تشمل جميع العوامل المرتبطة بالتقييم الكلي
- سهلة الفهم - محتوياتها مرتبطة بشكل واضح، ومنطقية، وعلى الرغم من كونها كثيرة المطالب، إلا أنه يسهل إكمالها وتقييمها
- قابلة للقياس - يمكن قياس جميع الجوانب الأساسية ولذلك يمكن تتبع وقياس إنجازاتها
- الشفافية - يمكن تبرير العناصر الأساسية مباشرةً
- تخضع للمساءلة - فإن المسؤوليات والالتزامات بتحقيق الفوائد وإدارة التكاليف تعد واضحة.

### العناصر الأساسية لتقرير حالة العمل
يعتبر التقرير الجيد لحالة العمل، والذي تنتج عنه الثقة والمساءلة في مجال اتخاذ القرارات الخاصة بالاستثمارات، هو مجموعة من كل المعلومات التي تم جمعها أثناء تحليل المشروع وعملية كتابة حالة العمل. فالغرض الأساسي هو تقديم الأدلة والمبررات للاستمرار في الاستثمار المقترح. وهذا هو النظام الموصى به:.
- التمهيد
- جدول المحتويات
- الملخص التنفيذي

- التوصية
- ملخص النتائج
- القرار الذي يجب اتخاذه

- مقدمة

- محركات العمل
- المجال
- المقاييس المالية

- التحليل

- الافتراضات
- التدفقات النقدية (صافي القيمة الحالية)
- التكاليف
- الفوائد
- المخاطرة
- الخيارات الإستراتيجية
- تكاليف الفرص البديلة

- الخاتمة، والتوصية، والخطوات التالية
- الملحق

### الإعداد
لا ينبغي أن تكون عملية إعداد حالة العمل عملية آلية. ففي الواقع، يجب أن توضح دراسة المسائل التي يتم تحليلها، والفوائد الكاملة التي سيتم تحقيقها في الوقت المحدد، وأي جوانب فنية تم تقييمها بدقة، والتكلفة، وتتبع وقياس الإنجازات الناتجة عنها. وبشكل عام، تشتمل عملية إعداد حالة العمل على التحليل المالي، وتحديد الفرص، وتأهيل الفرص، وصلاحية الفوائد، وأخيرًا إنهاء الدراسة.
يجب أن تحتوي حالة العمل على بعض من أنواع المعلومات التالية أو جميعها (حسب حجم وتوقيت ونطاق وتوافر المعلومات):
- المرجع - اسم / مرجع المشروع، منشأ الحالة الحالية / المعلومات الأساسية عنها
- السياق - أهداف / فرص العمل، والتوافق الإستراتيجي للعمل (الأولوية)
- عرض القيمة - نتائج العمل المتوقعة، وخارطة الطريق للنتائج، وفوائد العمل (حسب النتيجة)، وقيمة الفوائد الكمية، والتصور المالي للتكاليف / عائد الاستثمار (ROI)، ومخاطر / تكاليف عدم المتابعة، ومخاطر المشروع (بالنسبة للمشروع والفوائد والعمل)
- التركيز - مجال المشكلة / الحل، والافتراضات / القيود، والخيارات التي تم تحديدها / تقييمها، وتقييم الحجم والنطاق والتعقيدات
- الإنجازات - النتائج، والإنجازات والفوائد المخطط لها، والمناطق التنظيمية المتأثرة (داخليًا وخارجيًا)، وأصحاب الشأن الرئيسيون، والملحقات
- عبء العمل - الأسلوب، وتعريفات المرحلة (أنشطة المشروع (متغيرة)، وأنشطة النتائج الفنية، وتقدير / تصنيف عبء العمل، وخطة المشروع والجدول الزمني الخاص به، والمسار الحرج)
- الموارد المطلوبة - فريق لقيادة المشروع، وفريق لإدارة المشروع، وموارد الفريق، والتمويل
- الالتزامات (مطلوبة) - ضوابط المشروع، عمليات كتابة التقارير، والجدول الزمني للإنجازات، والميزانية / الجدول الزمني المالي